# Anastatus unifasciatus
Anastatus unifasciatus är en stekelart som beskrevs av William Harris Ashmead 1904. Anastatus unifasciatus ingår i släktet Anastatus och familjen hoppglanssteklar. Inga underarter finns listade i Catalogue of Life.